# Erik Nevland
Erik Nevland, född 10 november 1977 i Stavanger, är en norsk före detta fotbollsspelare som spelade som anfallare. Han har spelat åtta landslagsmatcher för Norge. Nevland började sin karriär i Viking FK men såldes 1997 som nittonåring till Manchester United. Han spelade bara en match för storklubben innan han lånades ut till moderklubben Viking och senare till svenska IFK Göteborg. Han återvände sedan till Viking och spelade där fyra säsonger innan han värvades av holländska FC Groningen. År 2008 köptes han av Fulham. 2012 avslutade Nevland sin karriär. 